# Nature Reviews Immunology
Nature Reviews Immunology é uma publicação periódica mensal revisada por pares publicada pela Nature Portfolio. Assim como outros periódicos da Nature, seria introduzido no início da década de 2000, mais especificamente em 2001, aborda todos os aspectos da disciplina da imunologia. Sua edição é de responsabilidade da bióloga academicista alemã Alexandra Flemming. O periódico publica artigos de revisão e perspectiva de autoria de especialistas em imunidade, genética e outros campos relacionados à imunologia, estes sujeitados a revisão por pares e passagem de texto para providenciar uma cobertura de autoridade aos tópicos. Cada um dos números, ainda, inclui artigos de destaque de pesquisa (Research Highlights) – que são sumários breves escritos pelos editores para descrever publicações recentes.

De acordo com o Journal Citation Reports, o periódico possuía, em 2021, um fator de impacto de 108.555, sendo classificado em primeiro lugar dentre 161 periódicos na categoria de "imunologia". Ainda, como divulgado pelo Superfund Research Program, do National Institute of Environmental Health Science, possuía, em meados de 2005, um fator de impacto de 53.106, sendo considerado um membro da categoria de "periódicos de alto impacto".